# Замок Россенд
Замок Россенд (англ. Rossend Castle) — T-подібний шотландський замок, який розташований в місті Бернтисленді, на південному узбережжі Файфа, в Шотландії. Більша частина сучасного замку була побудована в XVI столітті, а підвал в XIII столітті. Замок захищений відповідно до законодавства Великої Британії і є реєстровою спорудою категорії «B» (англ. «B listed building»).
Одного разу під час свого правління Марія Стюарт, королева Шотландії, відвідала замок, та жила там деякий час у своїй кімнаті.

## Історія
Раніше фортеця була відома, як Вежа Кінгорн Вестер, яка існувала з 1119 року. Пізніше була перейменована й отримала назву — замок Бернтисленда. У 1382 році був названий — Абатський залом, бо він був домом для абатів Данфермліна. В 1552 році фортеця була перебудована Пітером Дюрі. В 1651 році фортеця була захоплена військами Олівера Кромвеля, а в кінці XVII століття належала родині Веміс, яка розбудувала і доповнила верхній поверх.
До 1765 року замок належав Мердоку Кемпбеллу, який дав нову назву замку — Россенд. У 1952 році фортеця була придбана міською радою, а в 1975 році укріплення було куплено архітектурною фірмою «Robert Hurd & Partners», яка відбудувала його.